# Родс, Сесил
Се́сил Джон Родс (англ. Cecil John Rhodes, 5 июля 1853 — 26 марта 1902) — южноафриканский политик и предприниматель, деятель британского империализма, организатор английской колониальной экспансии в Южной Африке, по мнению некоторых «архитектор апартеида». В 1890—1896 гг. возглавлял Капскую колонию. В честь Родса получили свои названия Северная Родезия (ныне Замбия) и Южная Родезия (позже — Родезия, ныне Зимбабве). В его честь назван также южноафриканский университет. В России имя Родса носит пролив рядом с архипелагом Земля Франца-Иосифа, получивший своё название в 1897 году. Родс учредил условия стипендии, которая названа его именем. Также Родс приложил много усилий для реализации своего видения железной дороги от Капа до Каира через британскую территорию.
Сын викария, Родс родился в Неттесвелл Хаус, Бишопс Стортфорд, Хартфордшир. Он был болезненным ребёнком. Семья отправила его в Южную Африку, когда ему было 17 лет, в надежде, что климат может улучшить его здоровье. Он начал торговлю алмазами в Кимберли в 1871 году, когда ему было 18 лет, и в течение следующих двух десятилетий добился почти полного господства на мировом алмазном рынке. Его алмазная компания De Beers, основанная в 1888 году, сохраняет свое положение и в XXI веке.
Родс вошёл в Парламент Капа в возрасте 27 лет в 1880 году, а десять лет спустя стал премьер-министром. Наблюдая за формированием Родезии в начале 1890-х годов, он был вынужден уйти в отставку с поста премьер-министра в 1896 году после катастрофического рейда Джеймсона, несанкционированного нападения на Южно-Африканскую республику Пауля Крюгера (или Трансвааль). Его карьера так и не восстановилась; сердце было слабым, и после длительной болезни он умер в 1902 году.
Одним из основных мотивов Родса в политике и бизнесе было его твердое убеждение в том, что англосаксонская раса была, цитируя письмо 1877 года, «первой расой в мире». Исходя из того, что «чем больше в мире нас живёт, тем лучше для человечества», он выступал за энергичный переселенческий колониализм и, в конечном итоге, реформирование Британской империи так, чтобы каждый компонент был самоуправляемым и представленным в одном парламенте в Лондоне. Историк Ричард А. Макфарлейн описал Родса «как неотъемлемого участника истории южноафриканской и британской империи, как Джордж Вашингтон или Авраам Линкольн» в свои соответствующие эпохи в истории Соединённых Штатов". В последнее время Родс подвергается критике: некоторые историки критиковали его как безжалостного империалиста и сторонника превосходства белой расы, а активисты требовали удалить его памятники.

## Происхождение
Родс родился в 1853 году в Бишопс-Стортфорде, Хартфордшир, Англия. Был пятым сыном преподобного Фрэнсиса Уильяма Родса (1807—1878) и его жены Луизы Пикок. Фрэнсис был викарием Церкви Англии, который служил бессменным священником в Брентвуде, Эссекс (1834—1843), а затем викарием близлежащих епископов Стортфорда (1849—1876). Он гордился тем, что никогда не читал проповедь дольше 10 минут. Фрэнсис был старшим сыном Уильяма Родса (1774—1843), производителя кирпича из Хакни, Мидлсекс. Самый ранний прослеживаемый прямой предок Сесила Роудса — Джеймс Роудс (1660 г.) из Снейп-Грин, Уитмор, Стаффордшир. Братом Сесила был Фрэнк Родс, армейский офицер.

## Детство

### Англия и Джерси

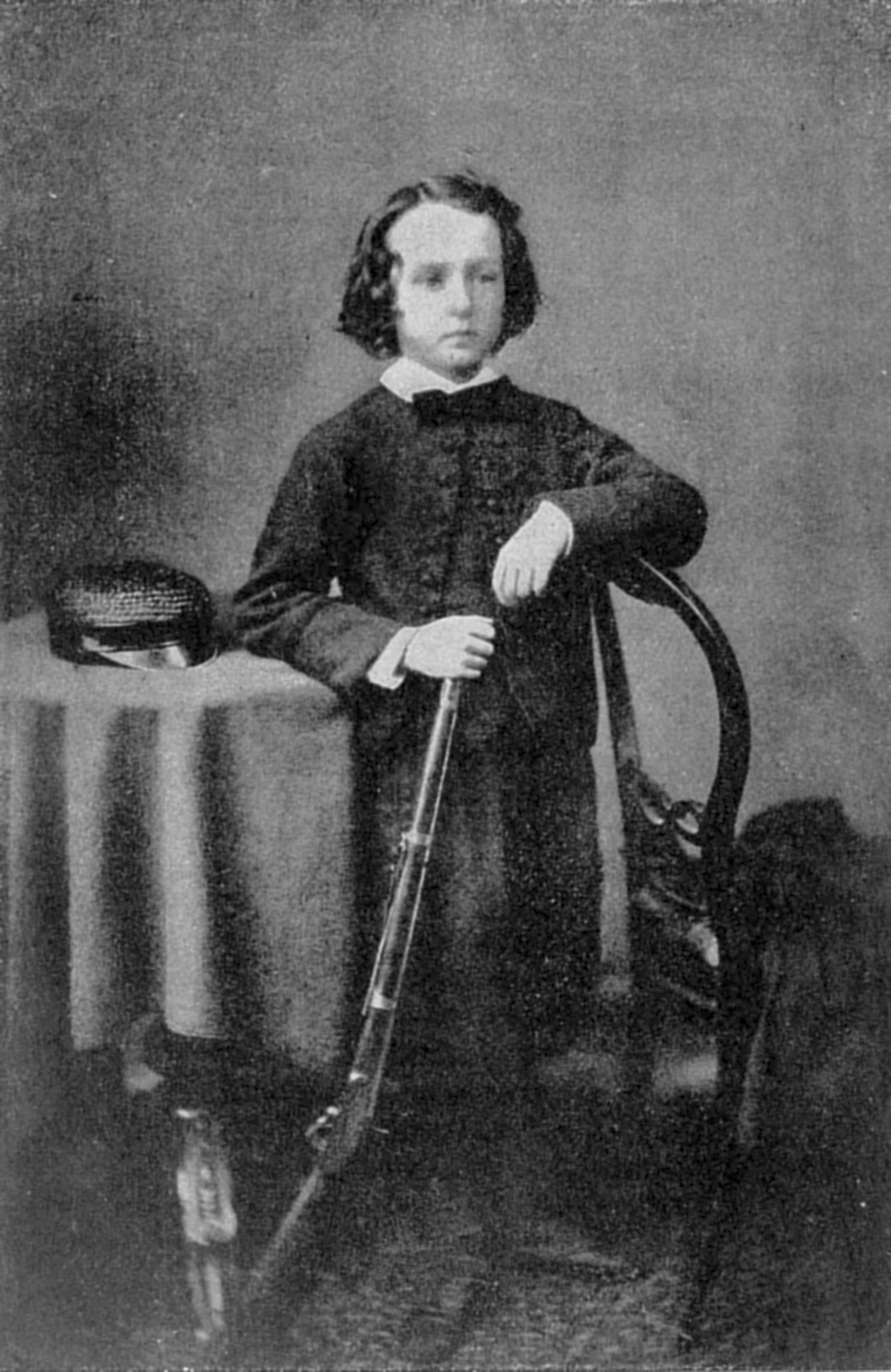
Родс в детском возрасте.

Место рождения Родса, теперь часть Стортфордского музея епископа; спальня, в которой он родился, отмечена мемориальной доской.

Родс посещал грамматическую школу с девяти лет, но, будучи болезненным астматиком, был исключён из неё в 1869 году и, согласно Бэзилу Уильямсу, «продолжил учёбу под присмотром отца (…)».
В возрасте семи лет он был зарегистрирован в переписи 1861 года как живущий со своей тетей Софией Пикок в пансионате в Джерси, где климат считался расслабляющим для людей с такими заболеваниями, как бронхиальная астма. Здоровье Сесила было слабым, потому были опасения, что он может быть чахоточным. Симптомы этого заболевания проявлялись у нескольких членов семьи. Отец решил отправить его за границу, поскольку считалось, что морское путешествие и южноафриканский климат принесут пользу.

### Южная Африка
Когда он приехал в Африку, Родс жил на деньги, ссуженные его тётей Софией. После непродолжительного пребывания у генерального инспектора Натала Питера Кормака Сазерленда в Питермарицбурге Родс заинтересовался сельским хозяйством. Он присоединился к своему брату Герберту на его хлопковой ферме в долине Умкомази в Натале. Земля была непригодна для выращивания хлопка, и предприятие провалилось.
В октябре 1871 года 18-летний Родс и его 26-летний брат Герберт покинули колонию и отправились на алмазные поля Кимберли в провинции Северный Кап. Финансируемый Rothschild & Co, Родс преуспел в течение следующих 17 лет в скупке всех более мелких алмазодобывающих предприятий в районе Кимберли.
Его монополия на мировые поставки алмазов была закреплена в 1890 году благодаря стратегическому партнерству с базирующимся в Лондоне Diamond Syndicate. Они согласились контролировать мировые поставки, чтобы поддерживать высокие цены. Родс руководил работой по просьбе своего брата и занимался спекуляциями от его имени. Среди его соратников в первые дни были Джон Мерриман и Чарльз Радд, который позже стал его партнером в De Beers Mining Company и в Niger Oil Company.
В течение 1880-х годов Капские виноградники были опустошены эпидемией филлоксеры. Больные виноградники были выкопаны и заново засажены, фермеры искали альтернативу вину. В 1892 году Родс профинансировал Pioneer Fruit Growing Company в Нуитгедахте. Это предприятие, созданное Гарри Пикстоуном, имевшим опыт выращивания фруктов в Калифорнии. Магнат судоходства Перси Молтено только что предпринял первый успешный экспорт холодильного оборудования в Европу. В 1896 году, посоветовавшись с Молтено, Родс начал уделять больше внимания выращиванию экспортных фруктов и купил фермы в Грут-Дракенштейне, Веллингтоне и Стелленбосе. Год спустя он купил Рону, Бошендаль и поручил сэру Герберту Бейкеру построить там коттедж. Успешная деятельность вскоре расширилась до Rhodes Fruit Farms и стала краеугольным камнем современной фруктовой индустрии Кейптауна.

### Образование

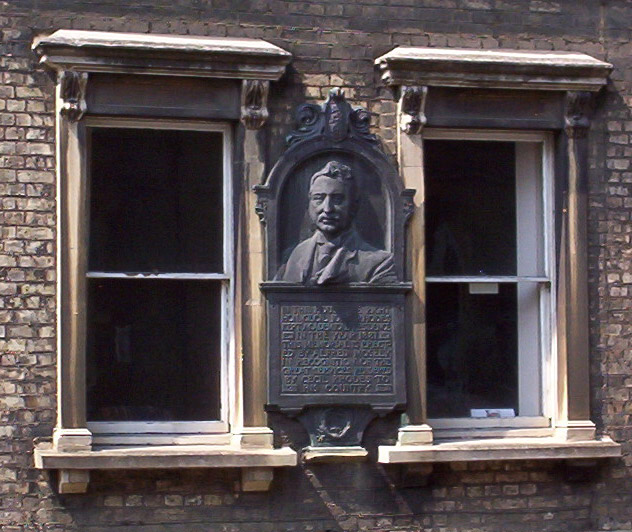
Портретный бюст Родса на первом этаже дома № 6 по улице Короля Эдварда отмечает место его проживания в Оксфорде.

В 1873 году Родс оставил свою ферму на попечение своего делового партнера Радда и отправился в Англию, чтобы учиться в университете. Он был принят в Ориел-колледж, но проучился там только один семестр в 1873 году, после чего вернулся в Южную Африку и не приезжал в Оксфорд до 1876 года. Родс находился под сильным влиянием инаугурационной лекции Джона Рёскина в Оксфорде, которая укрепила его собственную приверженность делу британского империализма.
Вместе с Родсом в Оксфорде учились Джеймс Рочфорт Магуайр, позже член Колледжа всех душ и директор «Бритиш Саут Африка Компани», и Чарльз Меткалф. Благодаря своей университетской карьере Родс восхищался оксфордской «системой». В конце концов, он был вдохновлён на разработку своей схемы стипендий: «Куда бы вы ни посмотрели — кроме науки, — оксфордский мужчина окажется на вершине дерева».
Во время учёбы в Ориел-колледже Родс стал масоном в университетской ложе Аполлона. Хотя первоначально Родс не одобрял организацию, он продолжал быть масоном до своей смерти в 1902 году. Недостатки масонов, по его мнению, позже заставили его задуматься о собственном тайном обществе с целью «подчинить весь мир британскому правлению».

## Бриллианты и создание De Beers

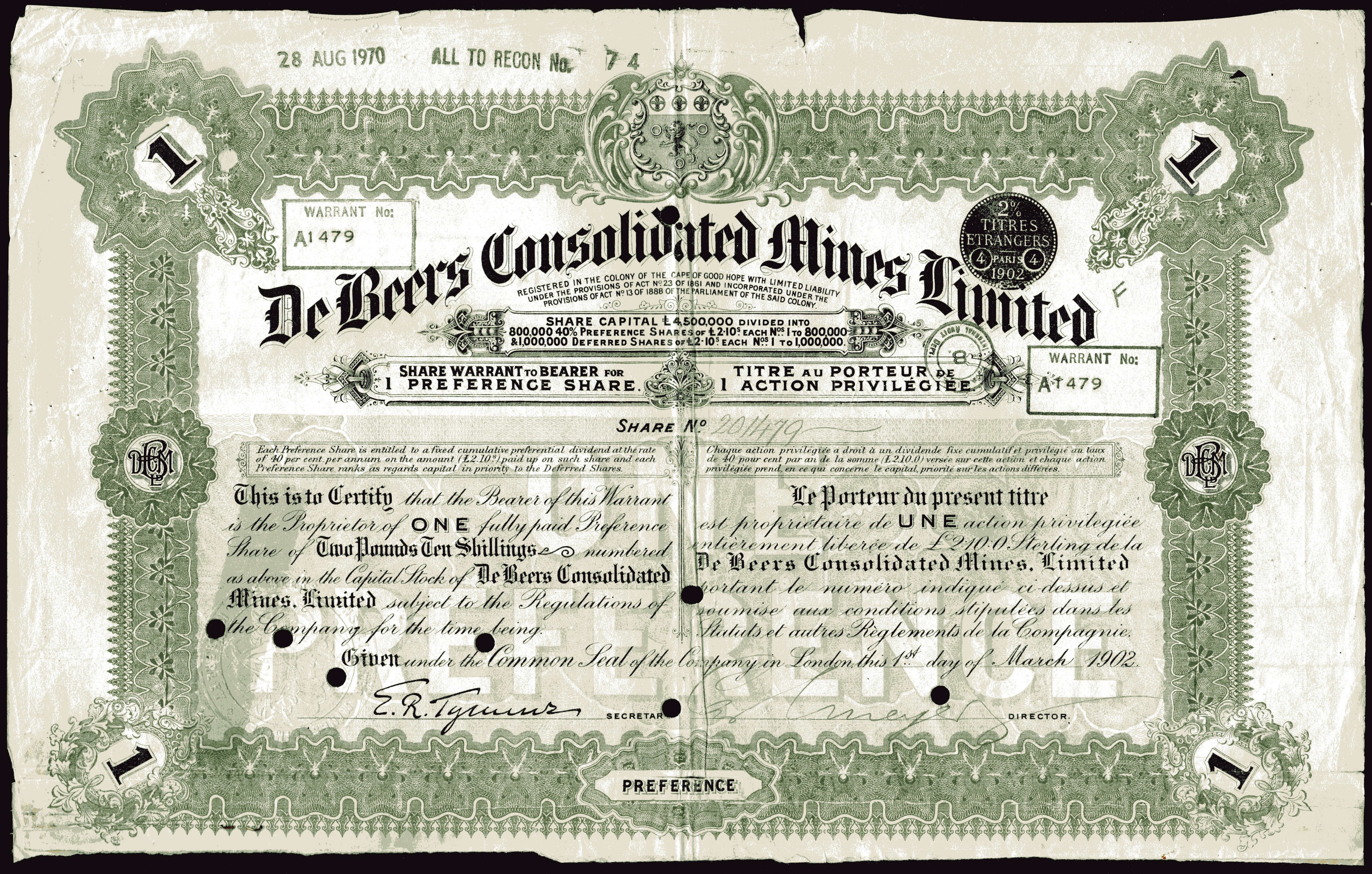
Привилегированная акция De Beers Consolidated Mines Ltd., выпущенная 1 марта 1902 года.

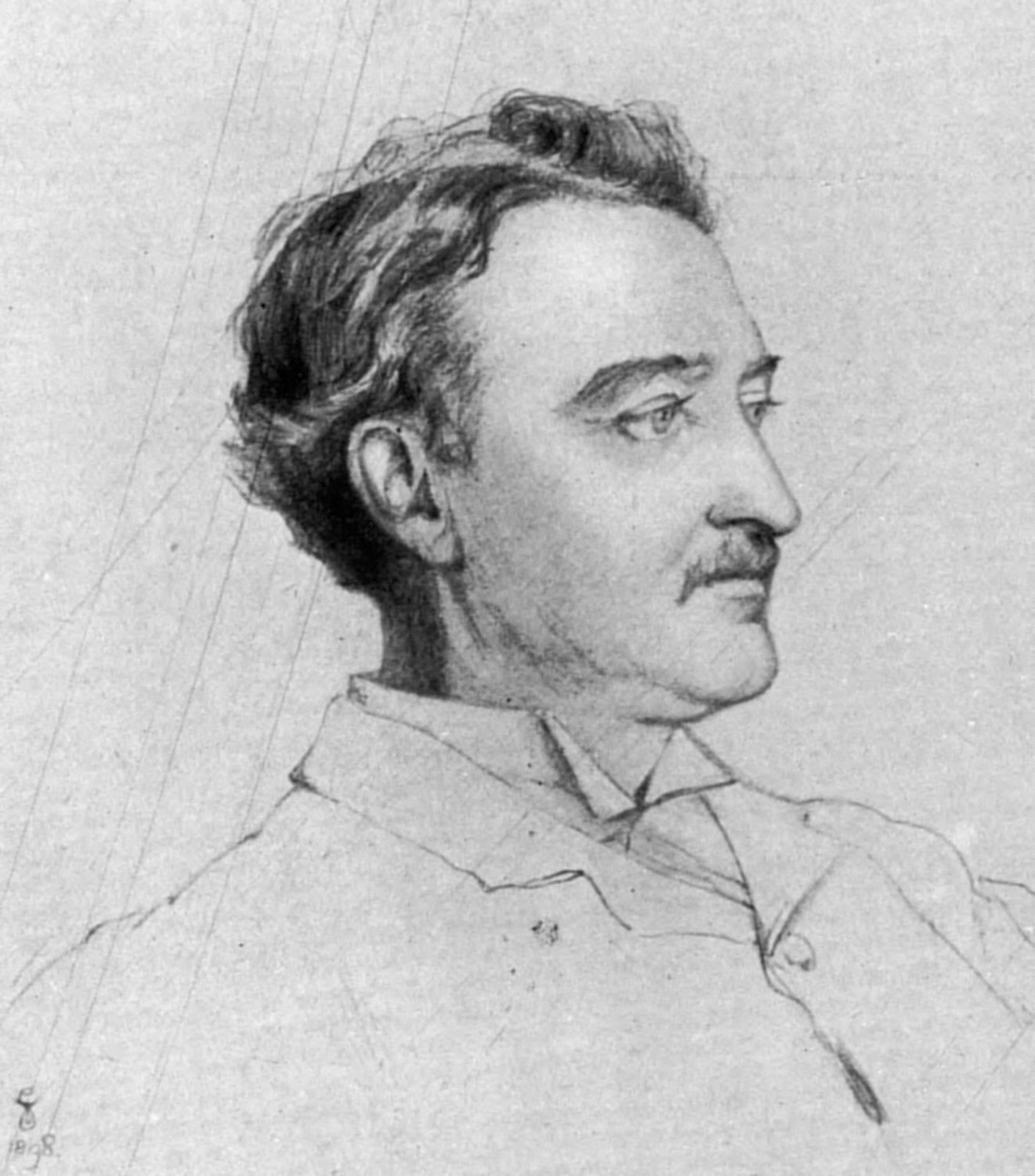
Эскиз Родса руки Виолет Мэннерс.

Во время учёбы в Оксфорде Родс продолжал процветать в Кимберли. Перед отъездом в Оксфорд он и Ч. Д. Радд уехали из «Большой дыры», чтобы инвестировать в более дорогостоящие проекты того, что было известно как старая De Beers («Vooruitzicht»). Компания была названа в честь Йоханнеса Николааса де Бера и его брата Дидерика Арнольдуса, которые занимали ферму.
После покупки земли в 1839 году у Дэвида Дансера, вождя гриква в этом районе, Дэвид Стефанус Фури разрешил De Beers и другим семьям африканёров возделывать землю. Регион простирался от реки Моддер через Вет до Вааля.
В 1874 и 1875 годах алмазные месторождения находились в тисках депрессии, но Родс и Радд были среди тех, кто остался, чтобы укрепить свои интересы. Они считали, что в твёрдом кимберлите, который обнажился после обработки более мягкого жёлтого слоя у поверхности, будет много алмазов. В это время стала серьёзной техническая проблема очистки шахты от воды, её затопившей. Родс и Радд получили контракт на откачку воды из трёх основных шахт. После того, как Родс вернулся из Оксфорда, он жил с Робертом Дандасом Грэмом, который позже стал партнёром по добыче полезных ископаемых с Раддом и Родсом.
13 марта 1888 года Родс и Радд запустили De Beers Consolidated Mines после объединения ряда индивидуальных требований. Компания с капиталом в 200 000 фунтов стерлингов, секретарём которой был Родс, владела крупнейшей долей в руднике (200 000 фунтов стерлингов в 1880 году = 22,5 миллиона фунтов стерлингов в 2020 году = 28,5 миллиона долларов США). Родс был назначен председателем De Beers при основании компании в 1888 году.

## Политика в Южной Африке

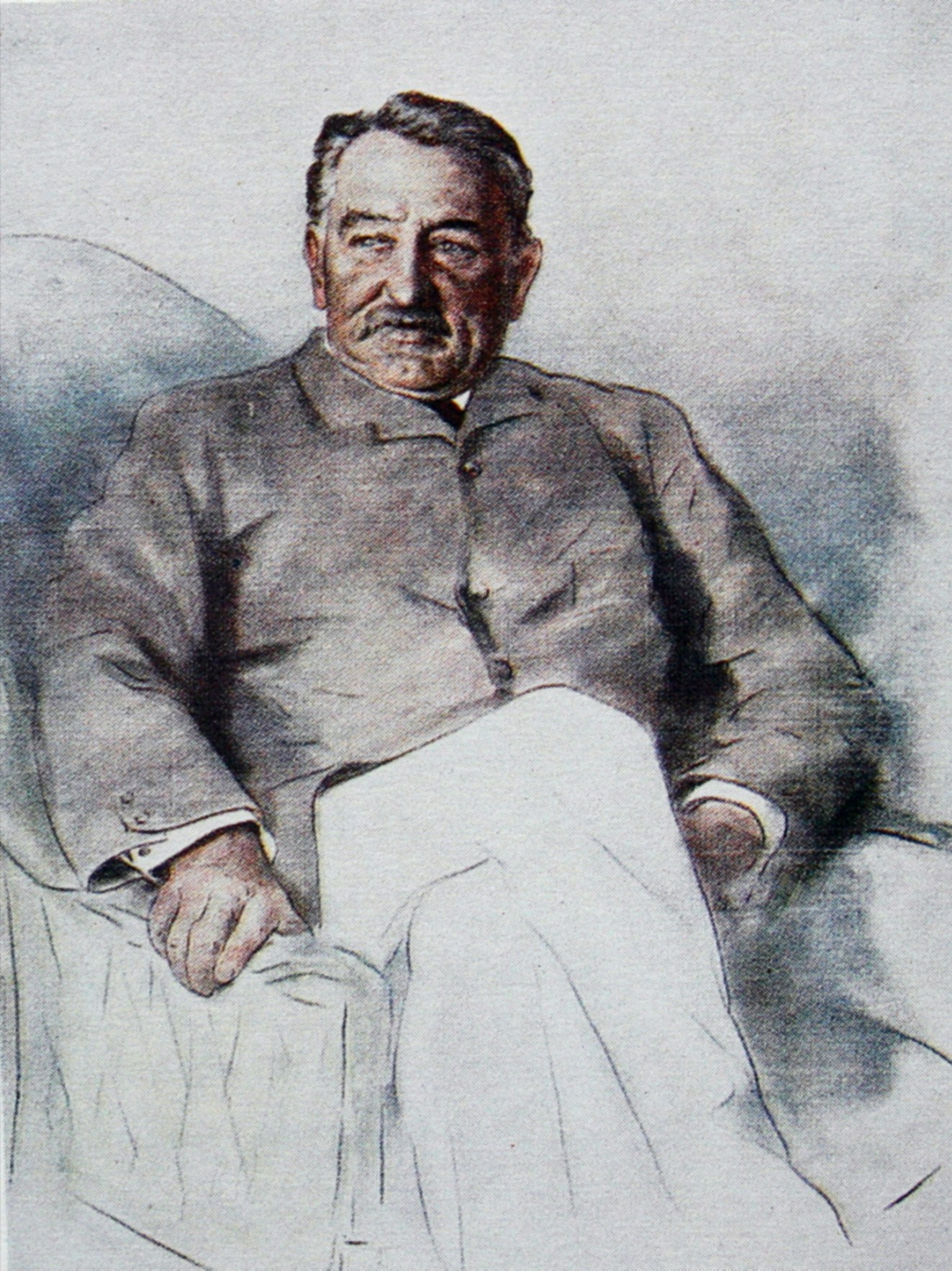
Сесил Родс (набросок Мортимера Менпеса).

В 1880 году Родс готовился к общественной жизни в Капе. С включением Западного Грикваленда в Капскую колонию при министре Молтено в 1877 году этот район получил шесть мест в Капском Доме собрания. Родс выбрал сельский и преимущественно бурский избирательный округ Баркли-Уэст, который останется верным Родсу до его смерти.
Когда Родс стал членом Парламента, главной целью собрания было помочь решить будущее Басутоленда. Министерство Сэра Гордона Спригга пыталось восстановить порядок после восстания 1880 года, известного как «Оружейная война». Министерство Спригга спровоцировало восстание, применив свою политику разоружения всех коренных африканцев к нации басуто. Это вызвало сопротивление.
В 1890 году Родс стал премьер-министром Капской колонии. Он ввёл различные парламентские акты, чтобы вытеснить чернокожих людей с их земель и освободить место для промышленного развития. По мнению Родса, чернокожих нужно выгнать с их земель, чтобы «стимулировать их к труду» и изменить свои привычки. «Это должно быть принесено им домой, — сказал Родс, — что в будущем девять десятых из них будут вынуждены посвятить свою жизнь физическому труду, и чем скорее они вернутся домой, тем лучше».
В 1892 году по Закону о франчайзинге и избирательных бюллетенях Родса требования к собственности были повышены с относительно низких 25 фунтов стерлингов до значительно более высоких 75 фунтов стерлингов, что оказало непропорционально большое влияние на возросшее число получивших избирательные права чернокожих людей в Капе по системе, действовавшей с 1853 года. Ограничив количество земель, которыми чёрным африканцам было разрешено владеть согласно Закону Глена Грея 1894 года, Родс ещё больше лишил гражданских прав чернокожее население. Цитируя Ричарда Даудена, большинство из них теперь «сочло бы почти невозможным вернуться в список из-за установленных законом ограничений на количество земель, которыми они могли владеть». Кроме того, Родс был одним из первых авторов Закона о землях коренных жителей 1913 года, который ограничивал районы страны, где чёрным африканцам разрешалось селиться, до менее 10 % от площади. В то время Родс утверждал, что «к туземцам следует относиться как к детям и отказывать им в привилегиях. Мы должны принять систему деспотизма, подобную той, которая действует в Индии, в наших отношениях с варварством Южной Африки».
Однако Родс не имел прямой политической власти над независимой бурской республикой Трансвааль. Он часто не соглашался с политикой правительства Трансвааля, которую считал несовместимой с интересами владельцев шахт. В 1895 году, полагая, что он сможет использовать своё влияние для свержения бурского правительства, Родс поддержал рейд Джеймсона, неудачную попытку поднять восстание в Трансваале, получившую молчаливое одобрение государственного секретаря по делам колоний Джозефа Чемберлена. Рейд закончился катастрофическим провалом. Сесил Родс был вынужден уйти в отставку с поста премьер-министра Капской колонии, отправил своего старшего брата полковника Фрэнка Родса в тюрьму в Трансваале. Фрэнка признали виновным в государственной измене, это способствовал началу второй англо-бурской войны.
В 1899 году на Родса подал в суд человек по фамилии Берроуз за ложное представление цели рейда и тем самым убедив его принять участие в рейде. Берроуз был тяжело ранен, и ему пришлось ампутировать ногу. Его иск о возмещении ущерба в 3000 фунтов был удовлетворён.

## Расширение Британской Империи

### Родс и имперский фактор

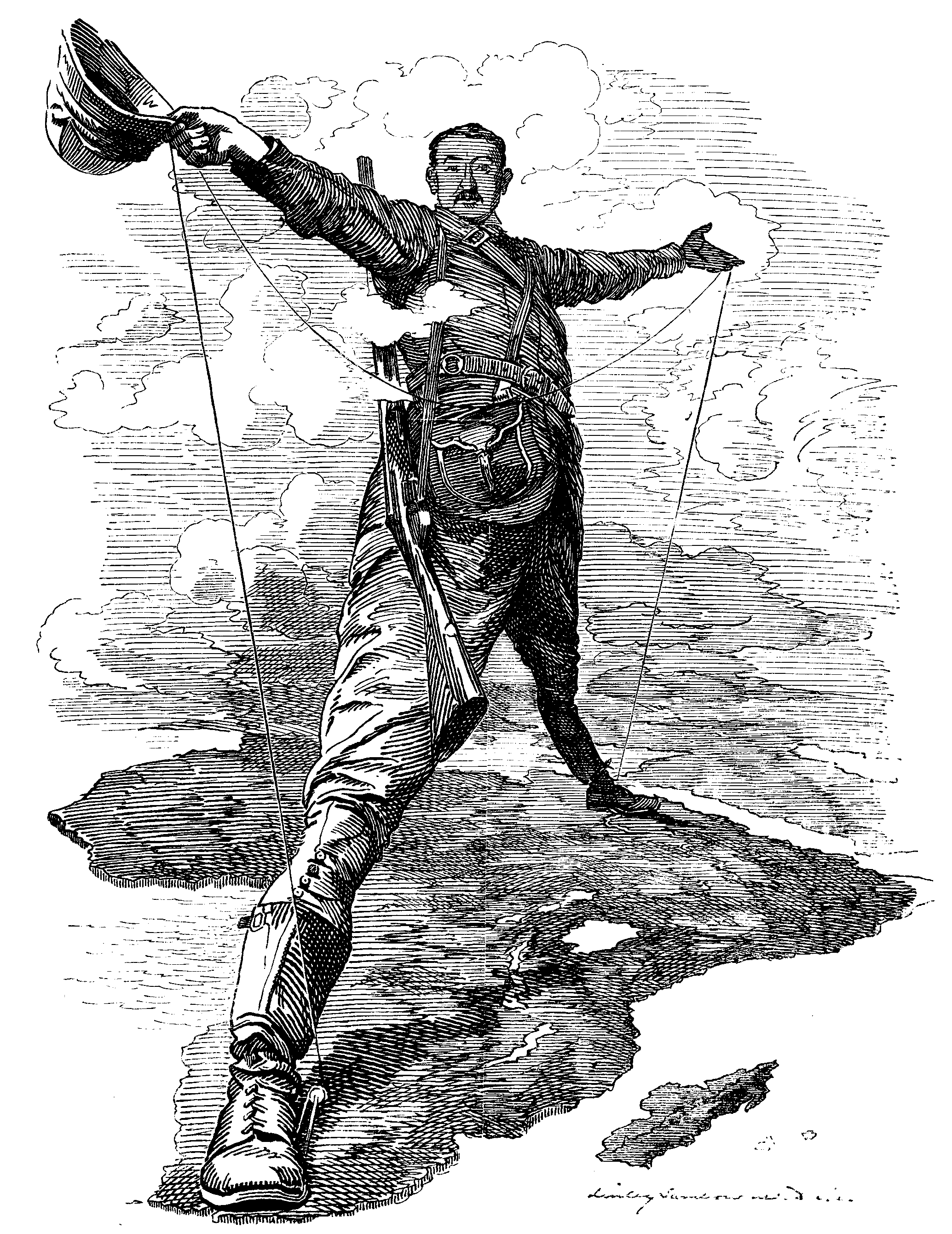
«Колосс Родский» — карикатура Эдварда Линли Сэмборна, опубликованная в журнале «Панч» после того, как Родс объявил о планах постройки телеграфной линии из Кейптауна в Каир в 1892 году.

Родс использовал своё состояние и состояние своего делового партнера Альфреда Бейта и других инвесторов, чтобы осуществить свою мечту о создании Британской империи на новых территориях к северу, получив концессии на добычу полезных ископаемых от самых могущественных вождей коренных народов Африки. Конкурентным преимуществом Родса перед другими компаниями, занимающимися разведкой полезных ископаемых, было сочетание богатства и проницательных политических инстинктов, также называемое «имперским фактором», поскольку он часто сотрудничал с британским правительством. Родс подружился с его местными представителями, британскими комиссарами, и через них организовал британские протектораты над зонами концессии на добычу полезных ископаемых посредством отдельных договоров. Таким образом он получил как легальность, так и безопасность горных работ. Таким образом Родс смог привлечь больше инвесторов. Имперская экспансия и капитальные вложения шли рука об руку.
Имперский фактор был обоюдоострым мечом: Родс не хотел, чтобы бюрократы из министерства по делам колоний в Лондоне вмешивались в дела Империи в Африке. Он хотел, чтобы Африкой управляли британские поселенцы, местные политики и губернаторы. Это поставило его на путь столкновения со многими в Британии, а также с британскими миссионерами, которые поддерживали то, что они считали более этичным прямым правлением из Лондона. Родс победил, потому что он заплатил за управление территориями к северу от Южной Африки за счёт своей будущей прибыли от добычи полезных ископаемых. У министерства по делам колоний не хватило на это средств. Родс продвигал свои деловые интересы как стратегические интересы Великобритании: не допустить проникновения португальцев, немцев или буров в южно-центральную Африку. Компании и агенты Родса закрепили эти преимущества, получив множество концессий на добычу полезных ископаемых, примером чего являются концессии Радда и Лохнера.

### Договоры, уступки и хартии
Родс попытался получить концессию на добычу полезных ископаемых от Лобенгулы, короля матабеле в Матабелеленде. В 1888 году он попробовал ещё раз. Родс послал Джона Моффата, сына миссионера Роберта Моффата, которому доверял Лобенгула, чтобы убедить последнего подписать договор о дружбе с Великобританией, и благосклонно отнестись к предложениям Родса. Его соратник Чарльз Радд вместе с Фрэнсисом Томпсоном и Рочфортом Магуайром заверили Лобенгулу, что в Матабелеленде будут добывать не более десяти белых людей. Это ограничение было исключено из документа, известного как Концессия Радда, который подписал Лобенгула. Кроме того, он заявил, что горнодобывающие компании могут делать всё необходимое для своей деятельности. Когда Лобенгула позже обнаружил истинные последствия уступки, он попытался отказаться от неё, но британское правительство проигнорировало его.
В первые годы существования компании Родс и его партнеры настроились заработать миллионы (сотни миллионов в текущих фунтах стерлингов) в ближайшие годы с помощью того, что было описано как «suppressio veri; …что следует рассматривать как одно из наименее похвальных действий Родса». Вопреки тому, как было известно британскому правительству и общественности, концессия Радда принадлежала не Британской южноафриканской компании, а недолговечному вспомогательному предприятию Родса, Радда и некоторых других под названием «Central Search Association», которая была тихо сформирована в Лондоне в 1889 году. В 1890 году эта организация переименовала себя в «United Concessions Company» и вскоре после этого продала «Rudd Concession Chartered Company» за 1 000 000 акций. Когда в 1891 году функционеры Управления по делам колоний обнаружили эту уловку, они посоветовали Государственному секретарю по делам колоний Натсфорду рассмотреть возможность отмены уступки, но никаких действий предпринято не было.
Вооружившись концессией Радда, в 1889 году Родс получил от британского правительства права на свою «Бритиш Саут Африка Компани», а именно: право управления, полиции и заключения новых договоров и уступок от Лимпопо к великим озёрам Центральной Африки. Он получил дальнейшие уступки и договоры к северу от Замбези, например, в Баротселенде (концессия Лохнера с королём Леваникой в 1890 году, которая была похожа на концессию Радда); и в районе озера Мверу (концессия Альфреда Шарпа 1890 года с Казембе). Родс также послал Шарпа на уступки в отношении богатой полезными ископаемыми Катанги, но столкнулся с безжалостностью: когда Шарп получил отпор от правителя Мсири, король Бельгии Леопольд II получил уступку по поводу трупа Мсири для его Свободного государства Конго.
Родс также хотел, чтобы протекторат Бечуаналенд (ныне Ботсвана) был включен в устав БСАК. Но три короля тсвана, включая Кхаму III, отправились в Великобританию и завоевали британское общественное мнение, оставив Бечуаналенд под управлением Британского колониального офиса в Лондоне. Родс прокомментировал: «Унизительно быть полностью избитым этими неграми».
Британское министерство по делам колоний также решило управлять Британской Центральной Африкой (Ньясаленд, сегодняшняя Малави) из-за активности Дэвида Ливингстона, пытавшемуся положить конец арабской работорговле. Родс оплатил большую часть расходов, чтобы британский комиссар по Центральной Африке сэр Гарри Джонстон и его преемник Альфред Шарп помогали обеспечивать безопасность Родса на северо-восточных территориях БСАК. Джонстон разделял экспансионистские взгляды Родса, но он и его преемники не были такими сторонниками поселенцев, как Родс, и расходились во мнениях по поводу отношений с африканцами.

### Родезия

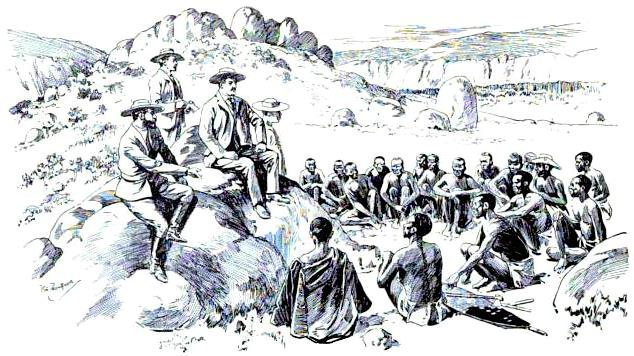
Родс и ндебеле Изиндуна заключают мир на холмах Матобо. Изображение Роберта Баден-Пауэлла, 1896 год.

У БСАК была собственная полиция, Британская полиция Южной Африки, которая использовалась для контроля Матабелеленда и Машоналенда в современном Зимбабве. Компания надеялась начать «новый Рэнд» на древних золотых приисках шона. Поскольку месторождения золота были гораздо меньшего размера, многие из белых поселенцев, сопровождавших БСАК в Машоналенд, стали фермерами, а не шахтёрами.
Когда ндебеле и шона — два основных, но соперничающих народа — по отдельности восстали против прихода европейских поселенцев, БСАК победил их в первой и второй войнах. Вскоре после того, как Родс узнал об убийстве духовного лидера ндебеле Млимо американским разведчиком Фредериком Расселом Бёрнхемом, он без оружия вошёл в цитадель ндебеле в Матобо. Он убедил импи сложить оружие, тем самым положив конец Второй Матабелеской войне.
К концу 1894 года территории, в отношении которых БСАК имел уступки или договоры, которые вместе назывались «Замбезия» по имени реки Замбези, протекающей по центру, Их площадь составляла 1 143 000 км2 между рекой Лимпопо и озером Танганьика. В мае 1895 года название было официально изменено на «Родезия», что отражает популярность Родса среди поселенцев, которые неофициально использовали это название с 1891 года. Обозначение Южная Родезия было официально принято в 1898 году для части к югу от Замбези, которая позже стала Зимбабве; а обозначения Северо-Западная Родезия и Северо-Восточная Родезия использовались с 1895 года для территории, которая позже стала Северной Родезией, а затем Замбией.

### «Красная линия от Капа до Каира»

Карта, показывающая почти полный британский контроль над маршрутом от Капа до Каира, 1913 год.
Контроль Великобритании

Одной из геополитических задумок Родса, разделяемая и другими правителями Британской империи, была так называемая «красная линия» на карте от Капа до Каира (на политических картах британские владения всегда обозначались красным или розовым цветами). Родс сыграл важную роль в обеспечении империи южноафриканских государств. Он и другие считали, что лучший способ «объединить владения, упростить управление, позволить вооруженным силам быстро перебраться в горячие точки или вести войну, помочь поселению и развивать торговлю» — это построить «железную дорогу от Кейптауна до Каира».
Это предприятие не обошлось без проблем. У Франции в конце 1890-х годов была противоречивая стратегия связать свои колонии с запада на восток по всему континенту, а португальцы выпустили «Розовую карту», представляя свои претензии на суверенитет в Африке. В конечном итоге Бельгия и Германия были главными препятствиями на пути к британской цели, пока Великобритания не захватила Танганьику у немцев в качестве мандата Лиги Наций.

## Политические взгляды

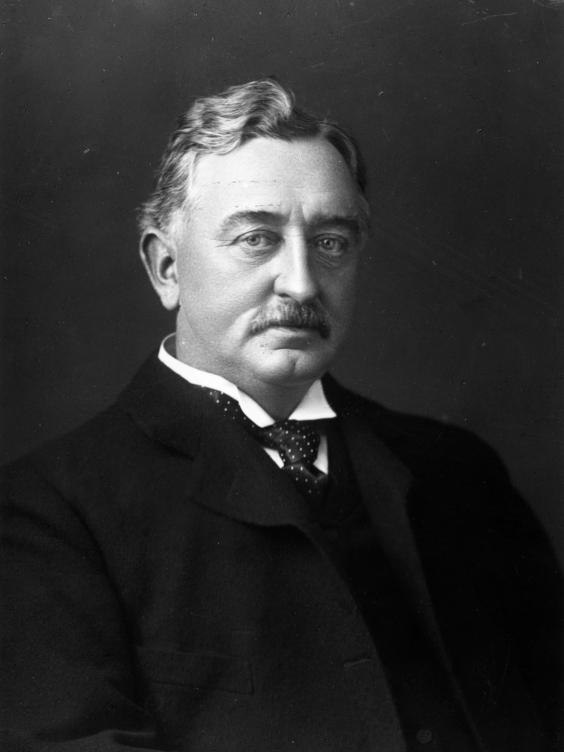
Сесил Родс.

Родс хотел расширить Британскую империю, потому что считал, что «англосаксонская раса обречена на величие». В своей последней воле и завещании Родс сказал об англичанах: «Я утверждаю, что мы первая раса в мире, и что чем больше в мире мы населяем, тем лучше для человечества. Я утверждаю, что каждый акр, добавленный к нашей территории, означает рождение большего количества людей английской расы, которая иначе не могла бы появиться на свет». Родс хотел создать Содружество, в котором все страны империи, в которых доминируют британцы, были бы представлены в британском парламенте. Родс прямо указал в своем завещании, что все расы должны иметь право на представителей. Говорят, что он хотел создать американскую элиту королей-философов, которые хотели бы даже воссоединить Соединенные Штаты с Британской империей. Поскольку Родс также уважал и восхищался немцами и их кайзером, он позволил немецким студентам получать стипендии Родса. Он считал, что в конечном итоге вся Великобритания, США и Германия вместе «будут доминировать в мире и обеспечивать вечный мир».
Взгляды Родса на расу обсуждались; с одной стороны он поддержал право коренных африканцев голосовать, с другой — критики закономерно именовали его «архитектором апартеида» и «сторонником превосходства белых», особенно с 2015 года. По словам Магубэйна, Родс был «недоволен тем, что во многих округах Кейптауна африканцы могли бы иметь решающее значение, если бы большее количество из них воспользовалось этим правом голоса в соответствии с действующим законодательством», при этом Родс утверждал, что «с местными нужно обращаться как с детьми и отказывать в привилегии. Мы должны принять систему деспотизма, подобную той, которая действует в Индии, в наших отношениях с варварством Южной Африки». Родс выступал за управление коренными африканцами, живущими в Капской колонии «в состоянии варварства и общинного владения, как с подчинённой расой. Я не заходил так далеко, как член Виктории Уэст, который не дал бы чернокожему человеку права голоса; …Если белые сохранят свое положение высшей расы, может наступить день, когда мы будем благодарны за то, что туземцы [находятся] на их должном месте».
Однако историк Рэймонд К. Менсинг отмечает, что Родс имеет репутацию самого яркого образца британского имперского духа и всегда считал, что британские учреждения были лучшими. Менсинг утверждает, что Родс незаметно разработал более тонкую концепцию имперской федерации в Африке и что его зрелые взгляды были более сбалансированными и реалистичными. В соответствии с источникомMensing, 1986, pp. 99–106: «Родс не был биологическим или максимальным расистом. Несмотря на его поддержку того, что стало основой системы апартеида, его лучше всего рассматривать как культурного или минимального расиста».
Что касается внутренней политики в Британии, Родс был сторонником Либеральной партии. Единственным большим влиянием Родса была его широкомасштабная поддержка ирландской националистической партии, возглавляемой Чарльзом Стюартом Парнеллом (1846—1891).
Родс хорошо работал с африканерами в Капской колонии. Он поддерживал преподавание голландского и английского языков в государственных школах. Будучи премьер-министром Капской колонии, он помог устранить большую часть их недееспособности. Родс был другом Яна Хофмейра, лидера Африканер Бонд, и во многом благодаря поддержке африканёров он стал премьер-министром Капской колонии. Родс выступал за большее самоуправление для Капской колонии, в соответствии с его предпочтением, чтобы империя контролировалась местными поселенцами и политиками, а не Лондоном.

## Вторая англо-бурская война

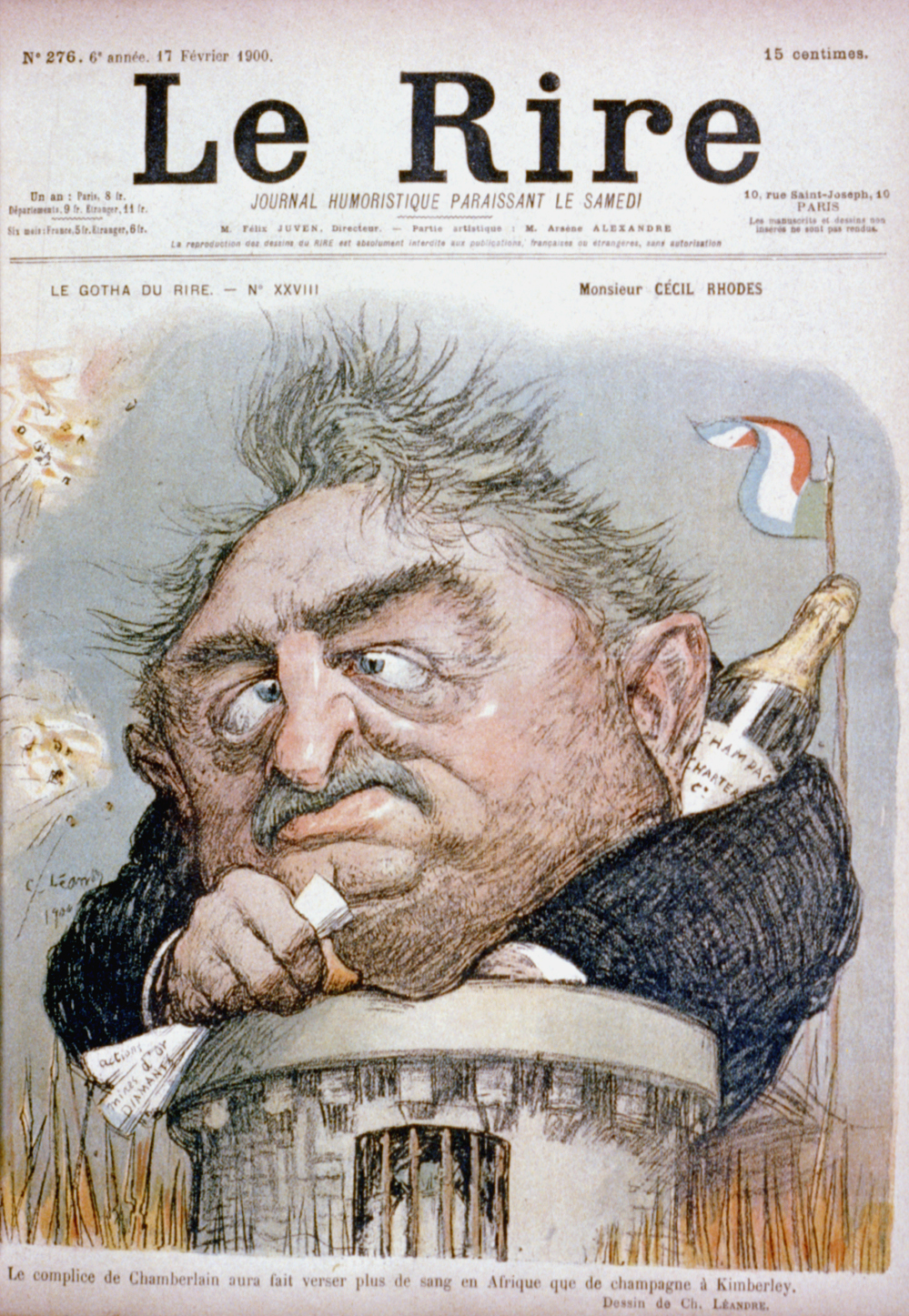
Французская карикатура на Родса, изображающая его в ловушке в Кимберли во время Второй англо-бурской войны. Родс изображён выходящим из башни с бумагами с бутылкой шампанского за воротником.

Во время второй англо-бурской войны Родс отправился в Кимберли в начале осады, рассчитывая поднять политические ставки и выделить ресурсы на защиту города. Военные считали, что он был больше обузой, чем активом, и считали его невыносимым. Офицер, командующий гарнизоном Кимберли, подполковник Роберт Кекевич, испытывал серьёзные личные трудности с Родсом из-за неспособности последнего сотрудничать.
Несмотря на эти неурядицы, рота Родса сыграла важную роль в защите города, снабжая его водой и холодильными установками, строя укрепления и бронепоезд, производя снаряды и орудие по имени Лонг Сесил.
Родс использовал свое положение и влияние, чтобы лоббировать британское правительство, чтобы снять осаду Кимберли, утверждая в прессе, что ситуация в городе безнадёжная. Военные хотели собрать большие силы для взятия бурских городов Блумфонтейн и Претория, но они были вынуждены изменить свои планы и отправить три отдельных меньших отряда для снятия осады Кимберли, Мафекинга и Ледисмита.

## Смерть

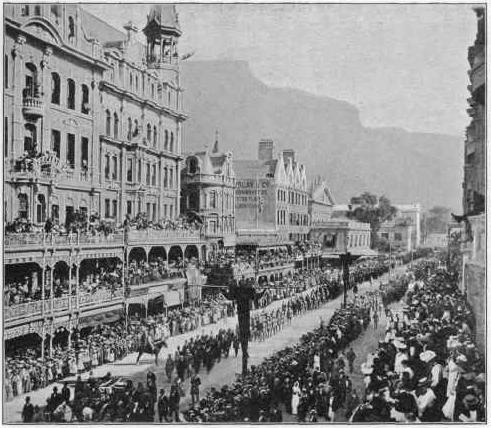
Похороны Родса на Аддерли-стрит, Кейптаун, 3 апреля 1902 года.

Хотя Родс оставался ведущей фигурой в политике южной Африки, особенно во время второй англо-бурской войны, на протяжении своей относительно короткой жизни его преследовало плохое здоровье.
Его отправили в Наталь в возрасте 16 лет, потому что считалось, что климат может решить проблемы с его сердцем. По возвращении в Англию в 1872 году его здоровье снова ухудшилось из-за проблем с сердцем и лёгкими до такой степени, что его врач, сэр Морелл Маккензи, считал, что он проживёт всего шесть месяцев. Родс вернулся в Кимберли, где его здоровье улучшилось. С 40 лет его сердечное заболевание возвращалось с нарастающей серьёзностью, пока он не умер от сердечной недостаточности в 1902 году в возрасте 48 лет в его приморском коттедже в Мёйзенберге.
Родс завещал, чтобы его похоронили на холмах Матобо. После его смерти на мысе в 1902 году его тело было перевезено поездом в Булавайо. Правительство организовало грандиозное путешествие на поезде от Капа до Родезии, при этом похоронный поезд останавливался на каждой станции, чтобы позволить скорбящим выразить своё почтение. Сообщалось, что в Кимберли «практически всё население шествием прошло мимо траурного поезда». В конце концов Родс был похоронен на вершине холма, находящегося примерно в 35 км к югу от Булавайо, на территории Родезии. Сегодня его могила находится на территории Национального парка Матобо в Зимбабве.
На похоронах присутствовали вожди ндебеле, которые попросили не стрелять из винтовок, так как это может побеспокоить духов. Затем они впервые дали белому человеку королевский салют матабеле: байете. Родс похоронен вместе с Линдером Старром Джеймсоном и 34 британскими солдатами, убитыми в Шанганском патруле. Несмотря на периодические попытки вернуть его тело в Великобританию, его могила до сих пор остается «неотъемлемой частью истории Зимбабве» и ежегодно привлекает тысячи посетителей.

## Личная жизнь
Родс никогда не был женат, говоря, что «у него слишком много работы и что он не будет послушным мужем». Последующие историки, такие как Робин Браун, предположили, что Родс был гомосексуалистом, влюблённым в своего личного секретаря Невилла Пикеринга. Родс сделал Пикеринга единственным бенефициаром своей воли, но в результате несчастного случая Пикеринг подхватил сепсис. Родс провёл шесть недель, пытаясь вылечить Пикеринга, но в конце концов Пикеринг умер на руках Родса.

### Княгиня Радзивилл
В последние годы своей жизни Родса преследовала польская княгиня Екатерина Радзивилл, урождённая Ржевуская. Княгиня утверждала, что была помолвлена с Родсом и что у них был роман. Она попросила его жениться на ней, но Родс отказал ей. В ответ она обвинила его в мошенничестве. Ему пришлось предстать перед судом и дать показания против её обвинения. Екатерина написала биографию Родса под названием «Сесил Родс: Человек и Создатель Империи». В конце концов её обвинения оказались ложными.

## Наследие
Родс в последнее время подвергается широкой критике, причём некоторые историки высказывались о нём как о безжалостном империалисте и стороннике «превосходства белых». Обнаружение его могилы на холмах Матобо в современном Зимбабве было принято неоднозначно. В декабре 2010 года Каин Матема, губернатор Булавайо, заклеймил могилу за пределами второго города страны как «оскорбление африканских предков» и сказал, что, по его мнению, её присутствие «принесло в регион неудачу и плохую погоду».
В феврале 2012 года сторонники Мугабе и активисты ЗАНУ-ПФ посетили место захоронения, требуя разрешения от местного вождя на эксгумацию останков Родса и их возвращение в Великобританию. Многие сочли это националистическим политическим ходом в преддверии выборов, и местный вождь Масуку и Годфри Махачи, одни из ведущих археологов страны, решительно высказались против удаления могилы из-за её исторического значения для Зимбабве. Тогдашний президент Роберт Мугабе также выступил против этого шага.
В 2004 году Сесил Родс занял 56-е место в рейтинге «100 великих южноафриканцев» от канала SABC 3.
Во втором завещании, написанном в 1877 году до того, как он накопил своё богатство, Родс хотел создать тайное общество, которое поставило бы «весь мир под британское правление». Его биограф называет это «обширной фантазией». Родс представлял тайное общество, которое распространит британское правление по всему миру, включая Китай, Японию, всю Африку и Южную Америку, а также Соединенные Штаты:
Для создания, продвижения и развития Тайного общества, истинная цель и цель которого заключаются в распространении британского правления на весь мир, совершенствовании системы эмиграции из Соединенного Королевства и колонизации Британских подданных на всех землях, где средства к существованию доступны за счёт энергии, труда и предпринимательства, и особенно оккупации британскими поселенцами всего континента Африки, Святой земли, долины Евфрата, островов Кипр и Кандия, всей Южной Америки, Островов Тихого океана, ранее не принадлежавших Великобритании, всего Малайского архипелага, побережья Китая и Японии, окончательного возрождения Соединенных Штатов Америки в качестве неотъемлемой части Британской империи, инаугурации системы колониального представительства в Имперском парламенте, который может объединить разрозненных членов Империи и, в конечном счете, основания столь великой державы, которая делает войны невозможными и способствует высшим интересам человечества.Сесил Родс
Последнее завещание Родса — когда у него действительно были деньги — было гораздо более реалистичным и сосредоточено на стипендиях. Он также оставил большой участок земли на склонах Столовой горы южноафриканскому народу. Часть этого поместья стала верхним кампусом Кейптаунского университета, другая часть стала Национальным ботаническим садом Кирстенбош, при этом многие строения были снесены.

### Стипендия Родса

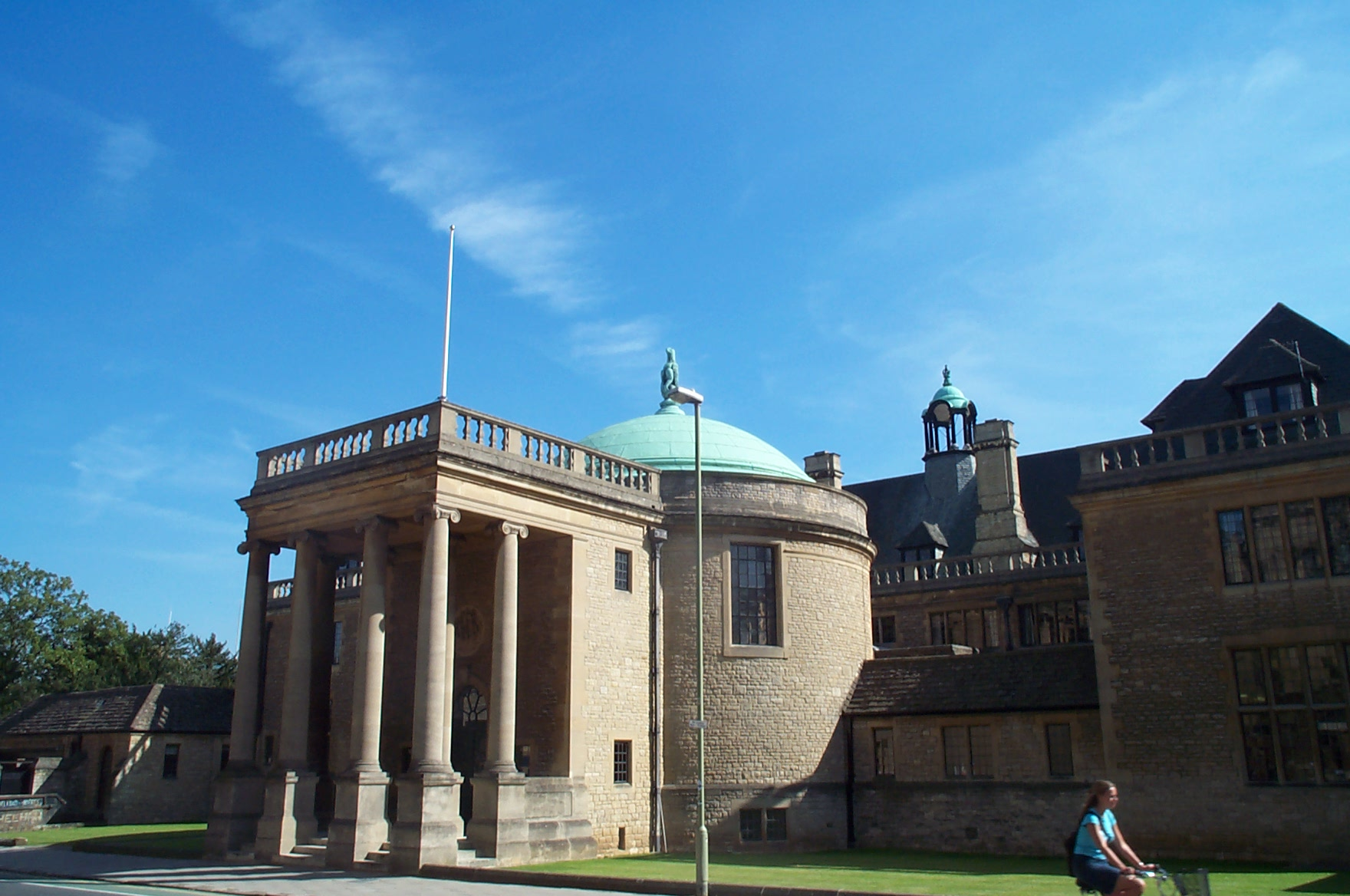
Родс-Хаус, Оксфорд, 2004 год.

В своём последнем завещании Родс предусматривал учреждение стипендии, названной в его честь. В течение предыдущих полувека правительства, университеты и отдельные лица в колониях поселенцев учредили для этой цели стипендии для путешествий. Награды Родса соответствуют установленному образцу. Стипендия позволила студентам мужского пола из территорий под британским правлением или ранее находившихся под британским правлением и из Германии учиться в альма-матер Родса, Оксфордском университете. Цель Родса заключались в том, чтобы продвигать лидерство, отмеченное общественным духом и добрым характером, и «сделать войну невозможной», укрепляя дружбу между великими державами.

### Памятники

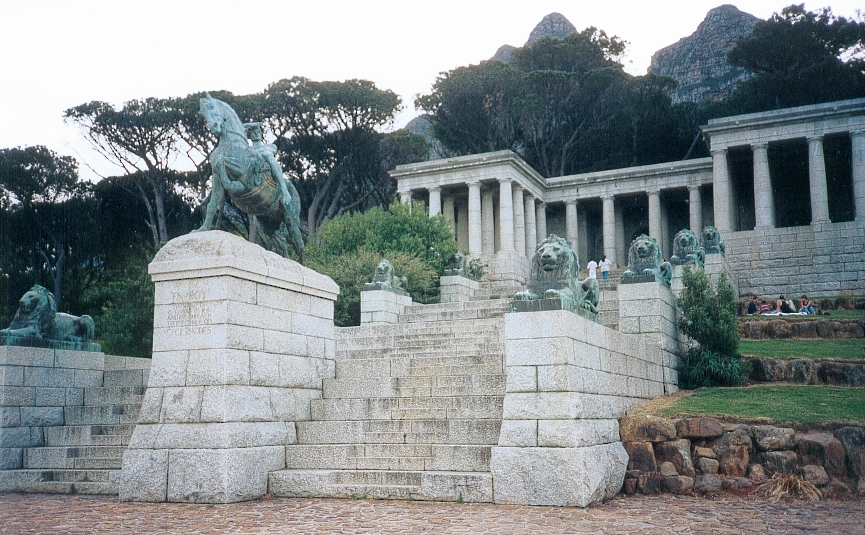
Мемориал Родса на пике Дьявола.

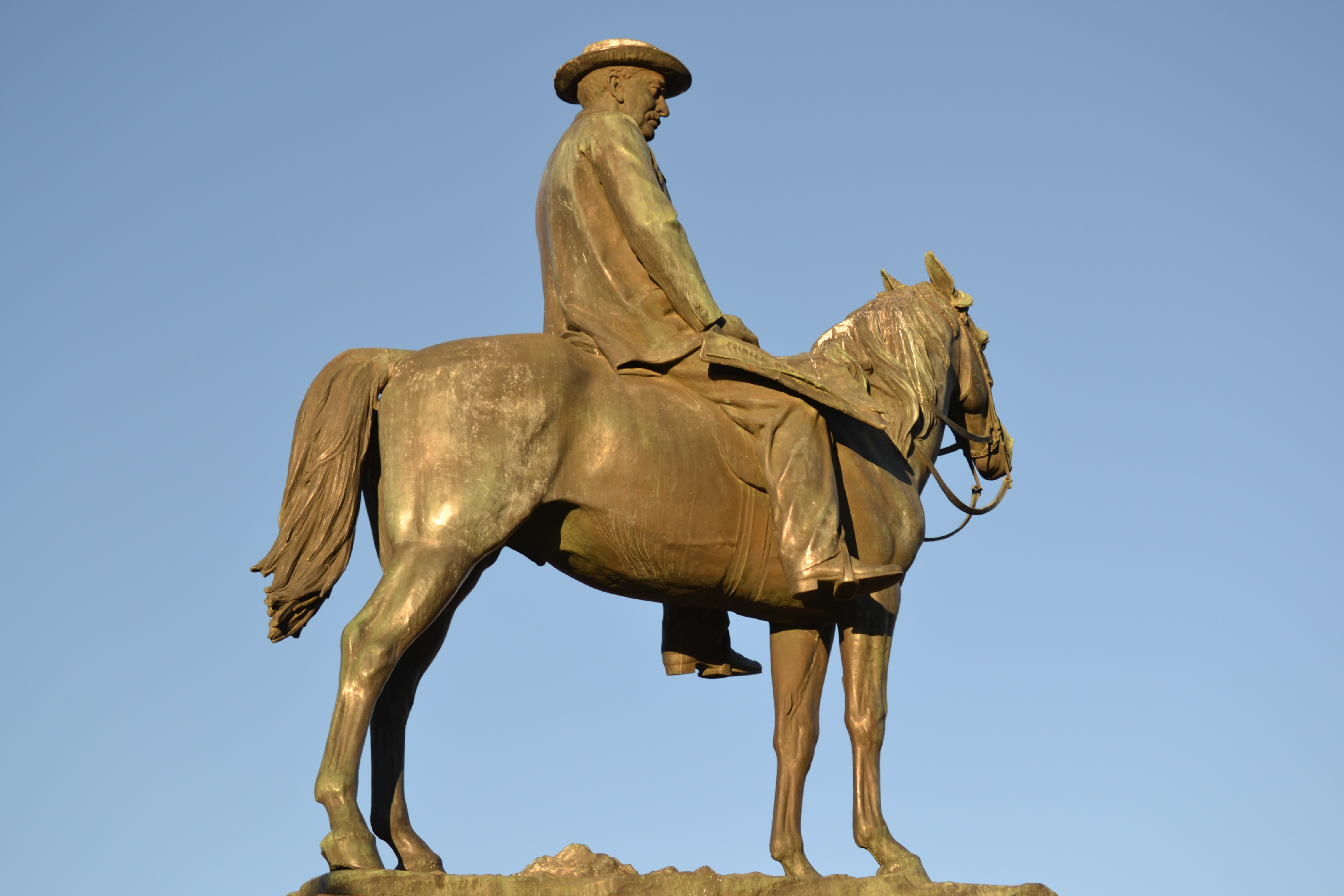
Статуя Родса в Кимберли.

Мемориал Родса стоит на любимом месте Родса на склонах пика Дьявола в Кейптауне, откуда открывается вид на север и восток в сторону дороги Кейптаун — Каир. С 1910 по 1984 год дом Родса в Кейптауне, был официальной резиденцией премьер-министров Южной Африки и продолжал оставаться резиденцией президента.
Его место рождения было основано в 1938 году как Мемориальный музей Родса, ныне известный как Стортфордский музей епископов. Коттедж в Мёйзенберге, где он умер, является объектом культурного наследия в провинции Западный Кейп в Южной Африке. Сегодня коттедж является музеем Исторического общества охраны природы Мёйзенберга и открыт для публики. Можно увидеть широкую демонстрацию материалов Родса, в том числе оригинальный стол в зале заседаний совета директоров De Beers, вокруг которого продавались бриллианты на миллиарды долларов.
Университетский колледж Родса, ныне университет Родса, в Грейамстауне, был основан на его имя его попечителями и учрежден Актом парламента 31 мая 1904 года.
Жители ЮАР решили построить в своем городе памятник Родсу, который был открыт в 1907 году. 72-тонная бронзовая статуя изображает Родса на коне, смотрящего на север с картой в руке и одетого, каким он был, когда встретил ндебеле после их восстания.

#### Противники

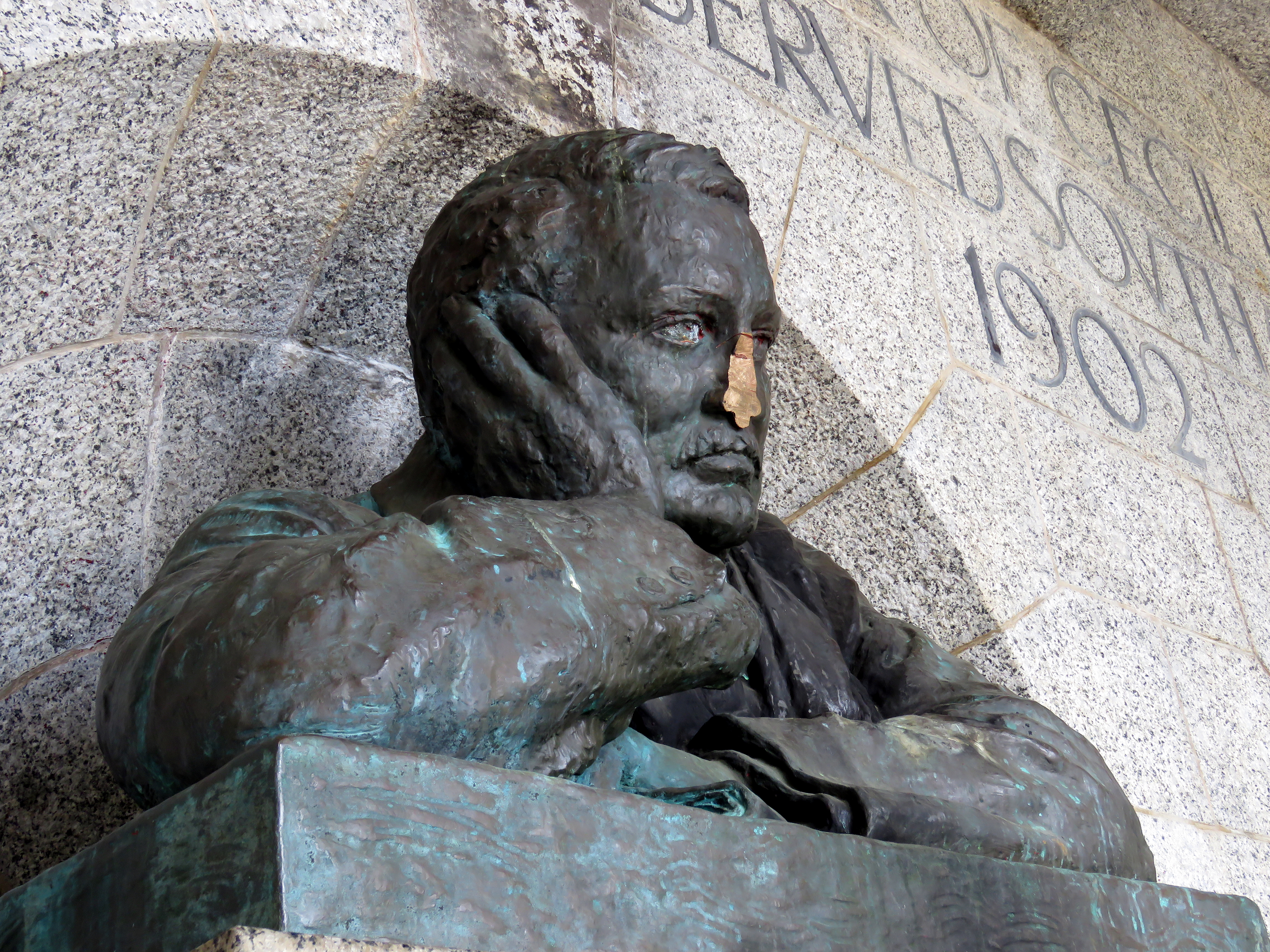
Безносый бюст в мемориале Родса, Кейптаун

Против памятников Родсу выступали по крайней мере с 1950-х годов, когда некоторые африканерские студенты потребовали сноса статуи Родса в университете Кейптауна. Движение 2015 года, известное как «Родс должен пасть» (или #RhodesMustFall в социальных сетях), началось с протестов студентов в Кейптаунском университете, которые привели к тому, что университетские власти убрали статую Родса с территории кампуса. Протест также преследовал более широкую цель — подчеркнуть то, что активисты считали отсутствием системных расовых преобразований после апартеида в учреждениях Южной Африки.
После серии протестов и вандализма в Университете Кейптауна различные союзные движения как в Южной Африке, так и в других странах начали выступать против памятников Сесила Родса. К ним относится кампания по переименованию университета Родса и сносу статуи Родса из Ориел-колледжа. Кампания освещалась в документальном фильме «Битва за британских героев» канала Channel 4. Документальный фильм был заказан после того, как Афуа Хирш написала статью на эту тему. Более того, в статье Амита Чаудхури в «The Guardian» говорится, что критика «неудивительна и назрела». Однако Оксфордский университет решил сохранить статую Родса, несмотря на протесты. Ориел-колледж заявил в 2016 году, что они потеряют около 100 миллионов фунтов стерлингов, если уберут статую. Тем не менее, в июне 2020 года колледж проголосовал за создание независимой комиссии по расследованию на фоне широкой поддержки удаления статуи.
Encyclopædia Britannica сделала комментарий о Родсе, который объясняет противоречие: он однажды определил свою политику как «равные права для каждого белого человека к югу от Замбези», а позже, под давлением либералов, изменил «белый» на «цивилизованный». Но он, вероятно, считал возможность коренных африканцев стать «цивилизованными» настолько далёкой, что эти два выражения, по его мнению, сводились к одному и тому же.
Как часть своего наследия, после своей смерти Родс оставил значительную сумму денег, которая была использована для финансирования талантливых молодых учёных («раса» не была критерием) в Оксфорде. В настоящее время в Оксфорде ряд южноафриканских и зимбабвийских получателей средств от его наследия проводят кампанию за снятие его статуи с выставки в Оксфорде. На вопрос, есть ли двойные стандарты или лицемерие в том, что они финансируются Фондом стипендий Родса и пользуются этой возможностью, в то же время проводя кампанию против наследия Родса, одного из южноафриканских активистов Нтокозо Квабе, ответил, что "эта стипендия не покупает наше молчание… Нет никакого лицемерия в том, чтобы быть получателем стипендии Родса и публично критиковать Сесила Родса и его наследие… Нет никаких положений, обязывающих нас стать «хорошими „по-родсовски“»… нельзя оздоровлять империалистическую колониальную программу, которую он пропагандировал".
В июне 2020 года руководство оксфордского Ориел-колледжа проголосовало за удаление статуи Родса.

## В культуре
- Марк Твен саркастически описал Родса («Я восхищаюсь им, честно признаюсь; и когда придёт его время, я куплю кусок верёвки на память») в главе LXIX «По экватору». Эта фраза до сих пор часто появляется в сборниках известных оскорблений[97][b].
- В британском фильме «Родс Африканский[англ.]» (1936, режиссёр австрийский режиссёр Бертольд Фиртель[англ.]) Родса сыграл канадский актёр Уолтер Хьюстон[98].
- В немецкой драме «Дядюшка Крюгер» (1941) Родса, одного из главных антагонистов, сыграл Фердинанд Мариан, который в нацистском кинематографе специализировался на ролях мошенников, а также евреев.
- В 1996 году BBC-TV сняло восьмисерийную телевизионную драму о Родсе под названием «Родс: жизнь и легенда Сесила Родса»[99]. Её продюсировал Дэвид Друри, сценарий написал Энтони Томас. Сериал рассказывает историю жизни Родса через серию воспоминаний о разговорах между ним и княгиней Екатериной Радзивилл, а также между ней и людьми, которые его знали. Это также показывает историю того, как она преследовала его и в конечном итоге погубила. В сериале Сесила Родса играет Мартин Шоу, молодого Сесила Родса играет его сын Джо Шоу, а княгиню Радзивилл играет Фрэнсис Барбер. В сериале Родс изображён безжалостным и жадным. Сериал также предполагает, что он был гомосексуалом[100]. При этом историк и журналист Пол Джонсон написал, что сериал неверно изобразил Родса, комментируя это таким образом: «За девять тенденциозных часов Родс представлен как коррумпированный и жадный грабитель, расист и педофил, чьей отвратительной страстью было заполучить молодых парней… BBC потратила 10 миллионов фунтов наших денег на то, чтобы сколотить массу преувеличений и клеветы об этом великом человеке». Питер Годвин[англ.] сказал, что «это похоже на произведение, в подавляющем большинстве наполненное злым умыслом, последовательно ухватившееся за самые худшие интерпретации человека, не пытаясь по-настоящему проникнуть в его состояние. Родс не был Гитлером XIX века. Он был не столько уродом, сколько человеком своего времени».

## Комментарии
1. ↑  Получив финансирование для создания De Beers в 1887 году, Ротшильд также начал инвестировать в добычу драгоценных камней в Африке и Индии. Сегодня он продаёт 40% мирового алмазного сырья, а когда-то продавал 90%.[29].
2. ↑  Его рассказ о том, как «Сесил Родс» заработал свое первое состояние, обнаружив в Австралии в брюхе акулы газету, которая дала ему возможность заранее узнать о большом росте цен на шерсть, является полностью вымышленным — Твен датирует это событие 1870 годом, когда Родс был в Южной Африке.

### Монографии
- Aldrich, Robert. Who's who in Gay and Lesbian History: From Antiquity to World War II / Robert Aldrich, Garry Wotherspoon. — Routledge, 2001. — ISBN 978-0-415-15982-1.
- Chapter XIV: «South Africa 1893» // Primate Alexander, Archbishop of Armagh. A memoir. — London : Edward Arnold, 1914.
- Bigelow, Bill. Rethinking Globalization: Teaching for Justice in an Unjust World / Bill Bigelow, Bob Peterson. — Milwaukee : Rethinking Schools, 2002. — ISBN 978-0-942961-28-7.
- Blake, Robert. A History of Rhodesia. — London : Methuen, 1977. — ISBN 9780413283504.
- Anon. Boschendal: founded 1685. — Boschendal Ltd., 2007. — ISBN 978-0-620-38001-0.
- Britten, Sarah. The Art of the South African Insult. — 30° South Publishers, 2006. — ISBN 978-1-920143-05-3.
- Colvin, Ian. The Life of Jameson. — London : E. Arnold and Co., 1922. — ISBN 978-1-116-69524-3.
- Currey, John Blades. 1850 to 1900: fifty years in the Cape Colony / John Blades Currey, Phillida Brooke Simons. — Brenthurst Press, 1986. — ISBN 978-0-909079-31-4.
- Davidson, Apollon Borisovich. Cecil Rhodes and his Time. — Protea Book House, 2003. — ISBN 978-1-919825-24-3.
- Epstein, Edward Jay. The rise and fall of diamonds: the shattering of a brilliant illusion. — Simon and Schuster, 1982.
- Ferguson, Niall. The house of Rothschild: the world's banker, 1849–1999. — Viking, 1999. — ISBN 978-0-670-88794-1.
- Flint, John. Cecil Rhodes. — Little, Brown, 2009. — ISBN 978-0-316-08670-7., a scholarly biography
- Galbraith, John S. Crown and Charter: the Early Years of the British South Africa Company (1974).
- Garrett, F. Edmund. Rhodes and Milner // The Empire and the century. — London : John Murray, 1905. — P. 478–520.
- Johari, J. C. Voices Of Indian Freedom Movement. — Anmol Publications Pvt. Limited, 1993. — ISBN 978-81-7158-225-9.
- Judd, Denis, and Keith Surridge. The Boer War: A History (Bloomsbury Publishing, 2013).
- Knowles, Lilian Charlotte Anne. The Economic Development of the British Overseas Empire / Lilian Charlotte Anne Knowles, Charles Matthew Knowles. — Taylor & Francis, 2005. — ISBN 9780415350488.
- Le Sueur, Gordon. Cecil Rhodes. The Man and His Work. — London : London, 1913.
- Lockhart, John Gilbert. Cecil Rhodes: The Colossus of Southern Africa / John Gilbert Lockhart, Christopher Montague Woodhouse. — Macmillan, 1963.
- McDonald, J.G. Rhodes - A Life. — London : Chatto & Windus, 1917. — P. 403.
- Magubane, Bernard M. The Making of a Racist State: British Imperialism and the Union of South Africa, 1875–1910. — Trenton, New Jersey : Africa World Press, 1996. — ISBN 978-0865432413.
- Martin, Meredith. Diamonds, Gold, and War: The British, the Boers, and the Making of South Africa. — CreateSpace, 2009. — ISBN 978-1-4587-1877-8.
- Massie, Robert K. Dreadnought: Britain, Germany and the Coming of the Great War. — London : Jonathan Cape, 1991. — ISBN 9781781856680.
- McCracken, Donal P. Forgotten Protest: Ireland and the Anglo-Boer War. — Ulster Historical Foundation, 2003. — P. 22–24. — ISBN 9781903688182.
- Millin, Sarah Gertrude. Rhodes. — Harper & brothers, 1933.
- Oberholster, A. G. Paarl Valley, 1687–1987 / A. G. Oberholster, Pieter Van Breda. — Human Sciences Research Council, 1987. — ISBN 0-7969-0539-8.
- Pakenham, Thomas. Boer War. — HarperCollins, 1992. — ISBN 9780380720019.
- Parsons, Neil. A New History of Southern Africa. — London : Macmillan, 1993. — ISBN 978-0-8419-5319-2.
- Phelan, T. The Siege of Kimberley. — Dublin : M.H. Gill and Son, 1913. — ISBN 978-0-554-24773-1.
- Picton-Seymour, Désirée. Historical Buildings in South Africa. — Struikhof Publishers, 1989. — ISBN 978-0-947458-01-0.
- Pinney, Thomas. The Letters of Rudyard Kipling: Volume 3: 1900–10. — Palgrave Macmillan UK, 1995. — P. 72. — ISBN 9781349137398.
- Plomer, William. Cecil Rhodes. — D. Philip, 1984. — ISBN 978-0-08646018-9.
- Radziwill, Princess Catherine. Cecil Rhodes: Man and Empire Maker. — London, New York, Toronto and Melbourne : CASSELL & COMPANY, LTD, 1918. — ISBN 978-0-554-35300-5.
- Rhodes, Cecil. The Last Will and Testament of Cecil John Rhodes, with Elucidatory Notes, to which are Added Some Chapters Describing the Political and Religious Ideas of the Testator. / Stead, William Thomas. — London, 1902.
- Roberts, Brian. Cecil Rhodes and the Princess. — Lippincott, 1969.
- Roberts, Brian. Kimberley: Turbulent City. — D. Philip, 1976. — ISBN 978-0-949968-62-3.
- Rönnbäck, Klas. Capital and Colonialism: The Return on British Investments in Africa 1869–1969 / Klas Rönnbäck, Oskar Broberg. — Springer, 2019. — ISBN 978-3-030-19711-7.
- Rosenthal, Eric. South African Surnames. — H. Timmins, 1965.
- Rotberg, Robert I. The Founder: Cecil Rhodes and the Pursuit of Power. — Oxford University Press, 1988. — ISBN 978-0-19-987920-5.; 856pp; the standard scholarly biography says McFarlane, (2007)
- Simpson, William. Europe, 1783–1914 / William Simpson, Martin Desmond Jones. — Routledge, 2000. — P. 237. — ISBN 978-0-415-22660-8.
- Thomas, Antony. Rhodes: Race for Africa. — St. Martin's Press, 1997. — ISBN 978-0-312-16982-4.
- Thompson, J. Lee. Forgotten Patriot: A Life of Alfred, Viscount Milner of St. James's and Cape Town, 1854–1925. — Fairleigh Dickinson Univ Press, 2007. — ISBN 978-0-8386-4121-7.
- Twain, Mark. A Journey around the World. — Hartford, CT : The American Publishing Company, 1898.
- Williams, Basil. Cecil Rhodes. — Holt, 1921.
- Wilson, Scott. Resting Places: The Burial Sites of More Than 14,000 Famous Persons, 3d ed.. — McFarland, 2016. — ISBN 978-1-4766-2599-7.
- Давидсон А. Б. Сесиль Родс и его время. — М.: Мысль, 1984. — 368 с. — 50 000 экз. (в пер.)

### Энциклопедии
- Domville-Fife, C.W. The encyclopedia of the British Empire the first encyclopedic record of the greatest empire in the history of the world. — Bristol : Rankin, 1900. — P. 89.
- Farwell, Byron. The Encyclopedia of Nineteenth-century Land Warfare: An Illustrated World View. — W. W. Norton & Company, 2001. — ISBN 978-0-393-04770-7.
- Panton, Kenneth J. Historical Dictionary of the British Empire. — London : Rowman & Littlefield, 2015. — ISBN 978-0810878013.

### Журнальные статьи
- Brown, Richard (November 1990). The Colossus. The Journal of African History. 31 (3). Cambridge University Press: 499–502. doi:10.1017/S002185370003125X.
- Gray, J.A. (1956). A Country in Search of a Name. The Northern Rhodesia Journal. III (1): 75–78. Дата обращения: 1 августа 2014.
- Gray, J.A. (1954). First Records-? 6. The Name Rhodesia. The Northern Rhodesia Journal. II (4): 101–102. Дата обращения: 1 августа 2014.
- Lowry, Donal. 'The granite of the ancient North': race, nation and empire at Cecil Rhodes's mountain mausoleum and Rhodes House, Oxford // Pantheons: Transformations of a Monumental Idea. — Ashgate, 2004. — ISBN 978-0-7546-0808-0.
- Mensing, Raymond C. (1986). Cecil Rhodes's Ideas of Race and Empire. International Social Science Review. 61 (3): 99 — ProQuest.
- Plumb, J. H. «Cecil Rhodes» History Today (June 1953) 3#6 pp 431–438.
- Rotberg, Robert I. (2014). Did Cecil Rhodes Really Try to Control the World?. The Journal of Imperial and Commonwealth History. 42 (3): 551–567. doi:10.1080/03086534.2014.934000. ISSN 0308-6534.

### Газетные статьи
- Blair, David. Racists on List of 'Great South Africans // The Telegraph. — 2004. — 19 октября.
- Briggs, Simon (31 мая 2009). England on Guard as World Takes Aim in Twenty20 Stakes. The Daily Telegraph. London. Дата обращения: 13 июня 2009.
- Castle, Stephen. Oxford University Will Keep Statue of Cecil Rhodes // The New York Times. — 2016. — 20 января.
- Death of Mr. Rhodes // The Times. — 1902. — 27 марта.
- Laing,  Aislinn. Robert Mugabe blocks Cecil John Rhodes Exhumation // The Telegraph. — London, 2012. — 22 февраля.
- The Lottery of Life. The Independent. 5 мая 2001. Дата обращения: 26 января 2010.

### Сайты
- PBS: Empires; Queen Victoria; The Changing Empire; Characters : Cecil Rhodes
- Godwin, Peter (11 января 1998). Rhodes to Hell. Slate. Дата обращения: 7 января 2007.

- Biggar, Nigel (23 февраля 2016). Rhodes, Race, and the Abuse of History. Standpoint. Дата обращения: 9 июня 2016.

### Первичные источники
- Verschoyle, F. Cecil Rhodes: His Political Life and Speeches, 1881–1900. — Chapman and Hall Limited, 1900.

### Историография и мемуары
- Galbraith, John S. (2008). Cecil Rhodes and his 'cosmic dreams': A reassessment. The Journal of Imperial and Commonwealth History. 1 (2): 173–189. doi:10.1080/03086537308582371. ISSN 0308-6534.
- McFarlane, Richard A. (2007). Historiography of Selected Works on Cecil John Rhodes (1853–1902). History in Africa. 34: 437–446. doi:10.1353/hia.2007.0013.
- Maylam, Paul. The Cult of Rhodes: Remembering an Imperialist in Africa. — New Africa Books, 2005. — ISBN 978-0-86486-684-4.
- Phimister, I.R. (2007). Rhodes, Rhodesia and the Rand. Journal of Southern African Studies. 1 (1): 74–90. doi:10.1080/03057077408707924. ISSN 0305-7070.
- Van Hartesveldt, Fred R. The Boer War: Historiography and Annotated Bibliography. — Greenwood Publishing Group, 2000. — P. 6–. — ISBN 978-0-313-30627-3.
- von Tunzelmann, Alex. Rhodes Must Fall? A Question of When Not If. historytoday.com (17 февраля 2016). Дата обращения: 21 августа 2017.
- Ziegler, Philip. Legacy: Cecil Rhodes, the Rhodes Trust and Rhodes Scholarship s. — Yale University Press, 2008. — ISBN 978-0-300-11835-3. online review